# Chersotis calorica
Chersotis calorica là một loài bướm đêm trong họ Noctuidae.